# Christus van Otero

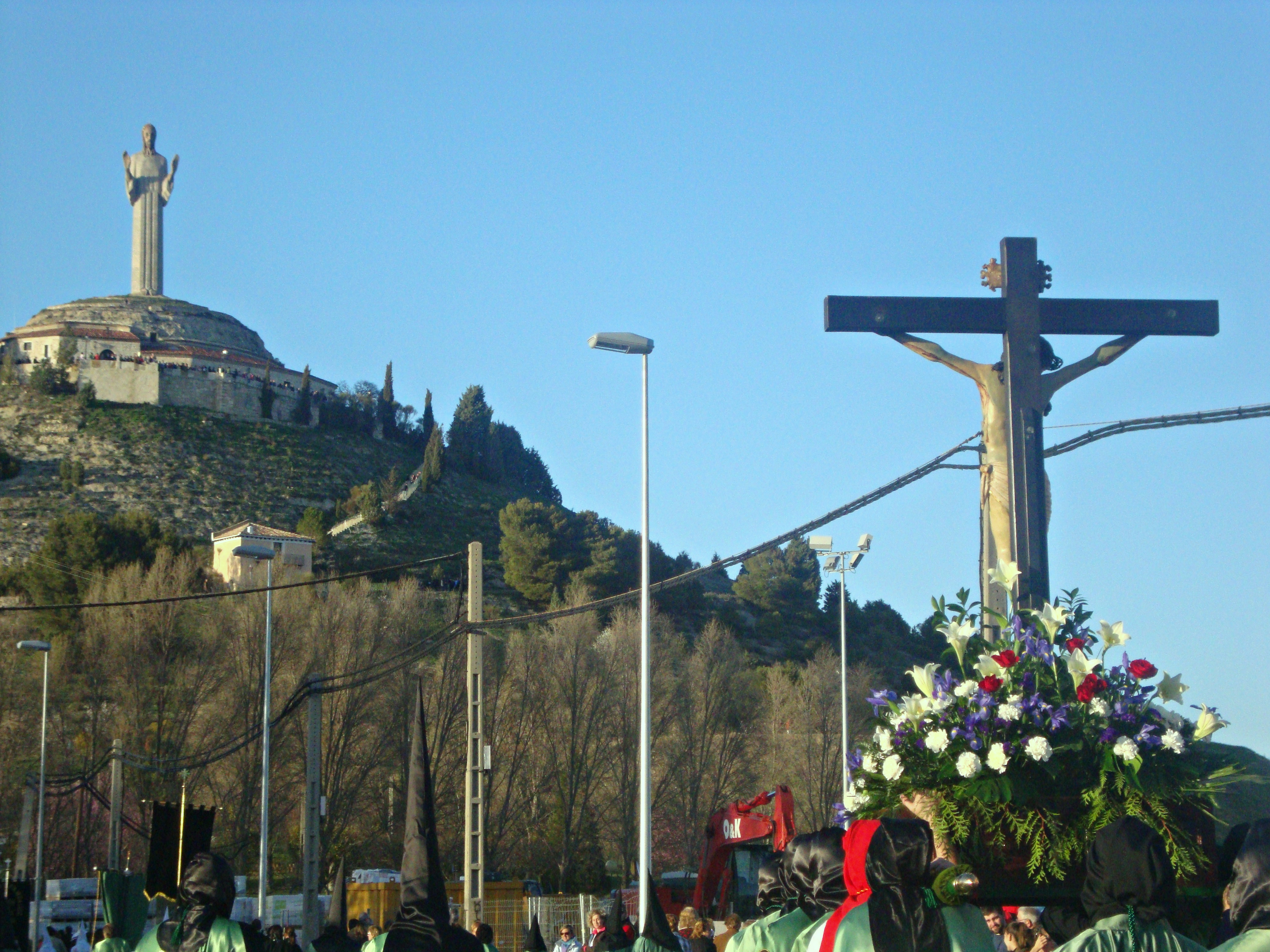
Processie naar Christus van Otero tijdens de Goede Week

Het monument Christus van Otero  (Spaans Cristo del Otero) is een groot beeldhouwwerk van Jezus Christus en het onbetwiste symbool van de stad Palencia (Spanje). Het beeld staat op een heuvel aan de rand van de stad. Een andere, minder vaak gebruikte, naam is het Monument van het Heilig Hart van Jezus (Monumento al Sagrado Corazón de Jesús).

## Beschrijving
De Christus lijkt te zijn opgesteld in een positie om de stad te zegenen. Het werd gebouwd in 1931 naar een ontwerp van beeldhouwer Victorio Macho in een stijl die doet denken aan art deco met kubistische invloeden en echo's uit de oude Egyptische kunst in de priesterlijke lichaamshouding van de figuur.
Het is een van de hoogste standbeelden van Christus ter wereld. Aan de voeten bevindt zich een kapel, de Santa Maria del Otero, en een klein museum met voorwerpen van de architect. Bij de ingang van de kapel is een klein terras met een uitzichtspunt over de stad. De beeldhouwer liet zich in de kapel begraven. Een eenvoudige grafplaat markeert de plaats.
Een verlichtingssysteem kan het beeld in diverse kleuren verlichten.

## Oorspronkelijk ontwerp
Het oorspronkelijke project van Macho was een 21 meter hoog beeld met het hoofd, de armen en de voeten van brons en een lichaam versierd met goudkleurige tegels. De armen van het beeld zouden zich in een hoek van circa 40° van het lichaam zijwaarts spreiden. De uitvoering werd gewijzigd om het beeld minder zwaar te maken.
De ogen van het beeld zouden met ivoor en marmer worden gevuld, maar omdat de beschikbare middelen ontoereikend waren bleven de oogkassen leeg.

## Hoogte
Er is een voortdurende discussie over de officiële hoogte van de Cristo del Otero. De exacte hoogte is niet bekend. Volgens de brochures van het stadhuis is het beeld meer dan 20 meter hoog.